# Castilleja aspera
Castilleja aspera är en snyltrotsväxtart som beskrevs av Eastwood. Castilleja aspera ingår i släktet målarborstar, och familjen snyltrotsväxter. Inga underarter finns listade i Catalogue of Life.